# Émission de dioxyde de carbone
Une émission de dioxyde de carbone est un rejet de ce gaz dans l'atmosphère terrestre, quelle qu'en soit la source. Le dioxyde de carbone (CO2) est le deuxième gaz à effet de serre le plus important dans l'atmosphère, après la vapeur d'eau, les deux contribuant respectivement à hauteur de 26 % et 60 % à l'effet de serre.
Les émissions de CO2 dans l'atmosphère peuvent être d'origine naturelle ou d'origine anthropique, c'est-à-dire issues des activités humaines. La source anthropique est en forte croissance depuis quelques décennies. Une fois émis, le gaz est en partie absorbé par les puits de carbone naturels. Cette absorption a doublé de 1960 à 2010, mais la moitié du CO2 rejeté par les activités humaines s'accumule dans l'atmosphère, de sorte qu'en novembre 2020, la concentration de CO2 atmosphérique a atteint 413 ppm (parties par million), alors qu'elle était de l'ordre de 280 ppm jusqu'à la révolution industrielle. Cette augmentation intensifie l'effet de serre, ce qui cause un changement climatique.
Selon l'Agence internationale de l'énergie (AIE), après une stabilisation des émissions mondiales en 2014, 2015 et 2016 grâce à des progrès dans le domaine de l'efficacité énergétique, les émissions sont ensuite reparties à la hausse, la concentration moyenne mondiale de CO2 dans l’atmosphère atteignant de nouveaux records en 2017 puis en 2018. Cette augmentation est en partie due à la consommation électrique (accrue de 4 % en 2017), dont la part dans la demande globale d'énergie augmente. Les centrales thermiques fonctionnant au charbon ou au gaz naturel, en particulier, voient leurs émissions de CO2 augmenter (+2,5 % en 2017).
Les principaux pays par émissions de CO2 liées à l'énergie en 2022 sont la Chine (30,7 % des émissions mondiales), les États-Unis (14 %), l'Inde (7,6 %) et la Russie (4,2 %) ; la part de l'Union européenne est de 7,9 %. Les pays les plus émetteurs par habitant en 2021 sont les Émirats arabes unis, l'Australie, l'Arabie saoudite, le Canada, les États-Unis, la Corée du Sud, la Russie et Taïwan.
Le taux de CO2 dans l'atmosphère a grandement varié bien avant l'apparition des humains et de la société industrielle (voir Histoire du climat), mais jamais à un rythme aussi rapide que celui observé au cours des dernières décennies, dont l'origine anthropique est établie.

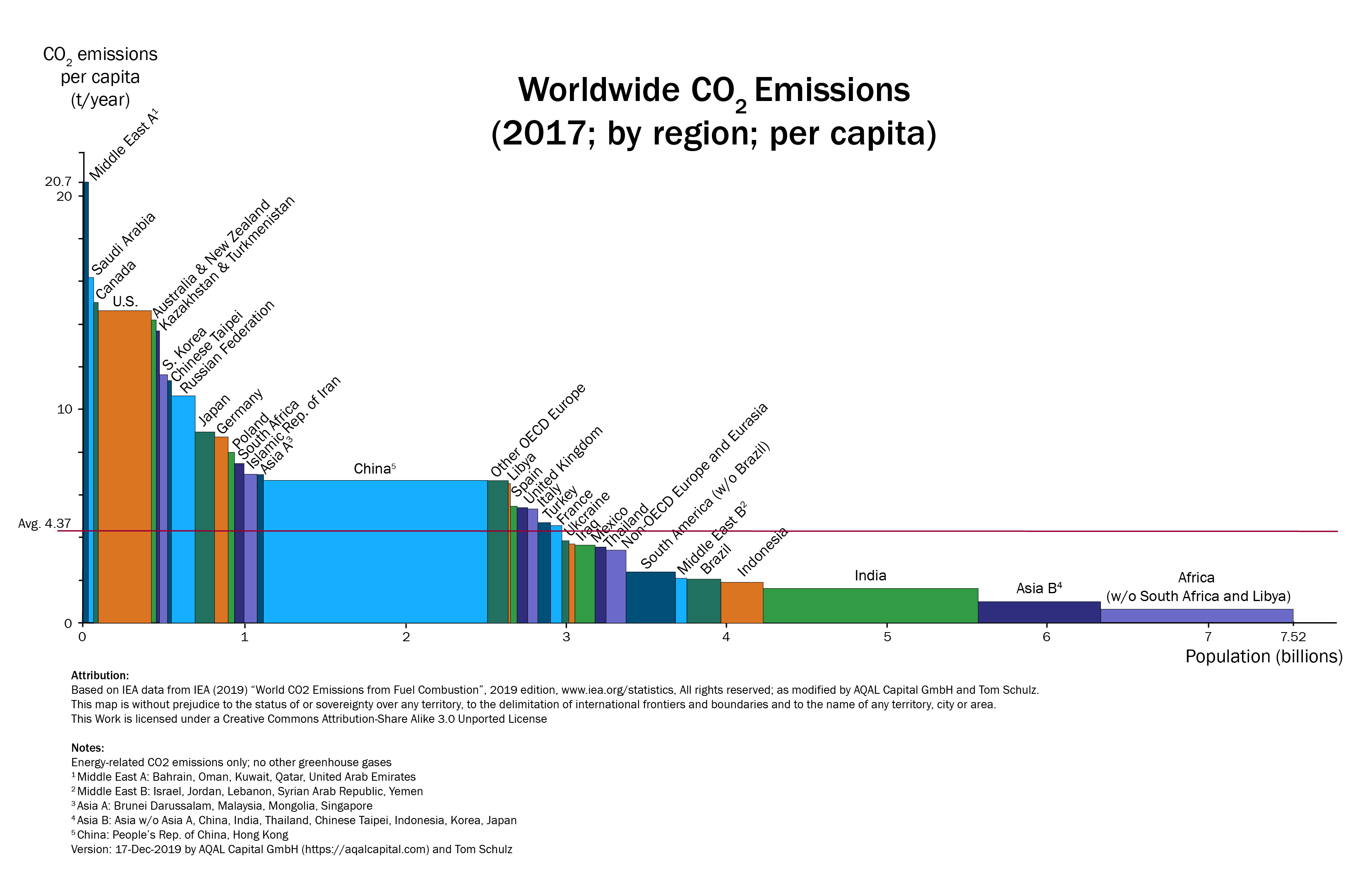
Émissions de issues de combustibles fossiles en 2017, par région du monde et par habitant. En ordonnées, empreinte carbone par habitant (t/an/hab) ; en abscisse, population par région (milliards). La surface donne ainsi les émissions anthropiques annuelles totales par région (t/an) ; la ligne rouge indique la moyenne mondiale par habitant.

## Types d'émissions
Les émissions de dioxyde de carbone (CO2) dans l'atmosphère terrestre sont soit d'origine naturelle, soit d'origine anthropique, c'est-à-dire issues des activités humaines. La source anthropique est en forte croissance depuis quelques décennies. Une fois émis, le gaz est en partie absorbé par les puits de carbone naturels. Cette absorption du dioxyde de carbone a doublé en cinquante ans (de 1960 à 2010) mais cela ne suffit pas pour compenser la hausse des émissions : la moitié du CO2 rejeté par les activités humaines s'accumule dans l'atmosphère,.

### Émissions anthropiques
- Électricité, 40 %
- Transports, 23 %
- Industrie, 23 %
- Bâtiments, 10 %
- Autres, 4 %

Induites par les activités humaines, les émissions anthropiques de gaz à effet de serre (dont majoritairement le dioxyde de carbone, CO2) atteignaient 25 Gt annuelles en 2000, 37,1 Gt en 2018 et de 42,2 ± 3,3 Gt en 2019.
Parmi elles, les émissions de CO2 proviennent principalement, en 2022 au niveau mondial, des secteurs économiques suivants :
- la production d'électricité et de chaleur fournis par les centrales électriques ou de chaleur à combustibles fossiles, etc.) : 43,8 % ;
- les autres industries du secteur de l'énergie (extraction et transport de combustibles fossiles, raffinage du pétrole, cokéfaction, etc) : 4,9 % ;
- l'industrie (industrie lourde, manufacturière) : 18,4 % ;
- les transports (marchandises, personnes) : 23,3 % ;
- le secteur résidentiel : 5,7 % ;
- le secteur tertiaire (commerces, services, administration) : 2,3 % ;
- l'agriculture, les activités forestières, la pêche : 1,3 %.

Ces secteurs utilisant majoritairement les énergies fossiles, 75 % des émissions de carbone d'origine anthropique proviennent de la combustion de ces combustibles fossiles (pétrole, gaz naturel, charbon) et émanent des 20 pays les plus industrialisés au monde.
En France, du fait de la composition particulière du mix électricité, majoritairement nucléaire, cette répartition est très différente, en 2017 :
- transports : 29 % ;
- industrie : 20 % ;
- agriculture : 17 % ;
- résidentiel-tertiaire : 16,5 % ;
- industrie de l'énergie : 11 %.

Les moteurs et systèmes de combustion de carburants carbonés émettent des effluents gazeux via des cheminées, pots d'échappement, réacteurs d'avions... contenant en moyenne 20 % de CO2, lequel, sans capture, se dilue rapidement dans l'air. Figurent également dans les bilans carbone les émissions  résultant de la mise en œuvre de procédés industriels (par exemple, un procédé chimique : la décarbonatation), en incluant celles liées aux apports d'énergie nécessaires.
Même les installations dites décarbonées produisent des émissions. Ainsi, si les réactions nucléaires ne produisent pas d'émissions directes de gaz à effet de serre, l'analyse de leur cycle de vie fait apparaître un bilan carbone non nul, car la construction, l'entretien et le démantèlement des centrales nucléaires et l'ensemble du cycle du combustible nucléaire (extraction et préparation des minerais, gestion des stériles, déconstruction et fin de vie, etc.) consomment de l'énergie issue de combustibles fossiles, dite énergie grise ; de même, les éoliennes, panneaux solaires et autres moyens de transformation d'énergie renouvelables induisent pour leur fabrication, leur entretien et leur recyclage une consommation d'énergie et des émissions plus ou moins importantes selon les technologies employées et le mix électrique du pays de fabrication (faiblement carboné en France, très fortement en Chine ou en Allemagne).
Les transports sont une source importante de CO2. Selon un rapport de septembre 2007 de la SNCF[réf. nécessaire], les émissions directes de CO2 en France dues aux transports proviennent à 52 % des automobiles, à 25,2 % des poids lourds, à 2,7 % des avions et à 0,5 % des trains. La présidente du groupe, Anne-Marie Idrac, propose de faire financer les réseaux ferrés par de nouvelles taxes sur les autoroutes non payantes et sur les voies rapides (de 0,10 € par kilomètre), par une augmentation de 25 % des péages des autoroutes pour le franchissement des Pyrénées et des Alpes, et par l'instauration d'une taxe européenne sur le kérosène des avions (qui n'est pas taxé en 2018).
Une étude sur la période 2000–2006 estime que les émissions anthropiques de dioxyde de carbone sont en moyenne absorbées à 45 % dans l'atmosphère, 30 % par la terre et 24 % par les océans.
Selon un rapport de février 2019 du think tank français Institute for Climate Economics (I4CE), la demande alimentaire mondiale génère de 22 % à 37 % des rejets de gaz à effet de serre (24 % pour la France), tous secteurs confondus, la largeur de la fourchette s'expliquant notamment par la difficulté à mesurer les effets de la déforestation. Le secteur de l’élevage génère 63 % des rejets de l’alimentation alors qu’il ne fournit que 16 % des calories consommées dans le monde. Pour ses auteurs, « les deux tiers des émissions de gaz à effet de serre liées à la consommation de nourriture sont rejetées avant la sortie du produit de la ferme. La transformation et le transport comptent pour 20 % et la phase finale, du magasin à l’assiette, pour 13 % ».

### Émissions naturelles
Une partie des émissions de CO2 est d'origine naturelle. Trois séries de phénomènes naturels libèrent en effet du CO2 : l'activité volcanique et géothermique (geysers) ; les incendies de (forêts, prés, champs, etc.), par exemple liés à la foudre ; la respiration animale, végétale, fongique et des micro-organismes aquatiques et du sol (bactéries, protozoaires, etc.).

## Évolution des émissions globales deCO2

### Évolution des flux deCO2anthropique
Les émissions mondiales de CO2 liées à l'énergie augmentent constamment depuis 1970, date marquant le début des calculs les évaluant sur la base des consommations observées de combustibles fossiles. Elles sont passées de 14 284 Mt en 1971 à 21 003 Mt en 1990, 23 749 Mt en 2000, 31 157 Mt en 2010, 34 191 Mt en 2019 et 32 252 Mt en 2020.
En 2019, après deux années de hausse, les émissions de CO2 liées à l'énergie ont stagné à 33 Gt, selon l'Agence internationale de l'énergie (AIE), alors que le PIB mondial a progressé de 2,9 %. Les principaux facteurs explicatifs de cette pause sont le déclin du charbon dans les pays développés et la production des énergies renouvelables ; d'autre facteurs y ont contribué : croissance de la production nucléaire au Japon et en Corée du sud, forte décélération de l'économie indienne et ralentissement de la croissance en Chine, hiver doux dans l'hémisphère nord, prix du gaz au plus bas favorisant la substitution au charbon (qui cependant accroît les émissions de méthane). Les émissions de CO2 des États-Unis ont baissé de 140 Mt (−2,9 %) grâce au  recul du charbon, tombé au plus bas depuis 1975 ; celles de l'Union européenne ont reculé de 160 Mt (−5 %) : pour la première fois, les centrales à gaz européennes ont produit plus d'électricité que les centrales à charbon, et l'éolien a presque rattrapé le charbon ; les émissions reculent aussi au Japon (−4 %), grâce au redémarrage de réacteurs nucléaires mis à l'arrêt après la catastrophe de Fukushima. Au total, les émissions de CO2 par kilowattheure d'électricité ont diminué de 6,5 % dans les pays de l'OCDE. Par contre, les émissions des pays émergents ont augmenté de 400 Mt, dont près de 80 % en Asie, où le charbon continue à progresser et représente plus de la moitié de la consommation d'énergie. Pour la première fois en trente ans, les émissions de CO2 dues à la production d'électricité ont baissé de 2 % grâce au recul de 3 % de la production à base de charbon, qui s'est effondrée de 24 % dans l'Union européenne et de 16 % aux États-Unis ; par contre, elle a progressé de 2 % en Chine où la croissance de la production nucléaire, éolienne et solaire n'a pas suffi à répondre à la croissance de 4,7 % de la consommation d'électricité,.
L'AIE publie le 20 juillet 2021 un rapport qui annonce que les émissions mondiales de CO2 devraient atteindre un niveau jamais vu d'ici à 2023 et continueront à croître par la suite. Elle analyse des plans de relance lancés par les États pour affronter la pandémie et en conclut qu'à peine 2 % ont été alloués à la transition en faveur des énergies propres. Les mesures adoptées devraient entraîner 350 milliards de dollars de dépenses supplémentaires annuelles, de 2021 à 2023, alors qu'il faudrait 1 000 milliards de dollars d'investissements verts additionnels par an sur trois ans pour respecter l'Accord de Paris sur le climat.
En 2021, les émissions mondiales de dioxyde de carbone liées à l’énergie augmentent de 6 % pour atteindre 36,3 milliards de tonnes, soit le niveau le plus élevé jamais atteint et la hausse la plus importante de l’histoire en termes absolus (plus de 2 milliards de tonnes), compensant largement la baisse de 2020 induite par la pandémie de Covid-19. Le charbon représente plus de 40 % de la croissance globale des émissions globales de CO2 en 2021, atteignant le niveau record de 15,3 milliards de tonnes. Cependant, les émissions de 2021 aux États-Unis sont inférieures de 4 % à leur niveau de 2019, et celles de l'Union européenne de 2,4 %.
En 2022, les émissions mondiales de dioxyde de carbone d'origine fossile ont augmenté de 0,9 %, atteignant 36,8 Gt (milliards de tonnes), selon l'AIE. Sans la croissance exceptionnelle des énergies renouvelables, des véhicules électriques, des pompes à chaleur et des technologies qui permettent une meilleure efficacité énergétique, la croissance des émissions de CO2 aurait été presque trois fois plus élevée. Le ralentissement économique a causé une baisse de 155 Mt de CO2 des émissions liées à la production industrielle. La baisse de 1,6 % des émissions mondiales du gaz (−13,5 % en Europe) a été plus que compensée par la hausse des émissions du charbon (+1,6 %), et les émissions du pétrole ont progressé de 2,5 %, tirées par la reprise du transport aérien.

### Évolution de la concentration atmosphérique deCO2

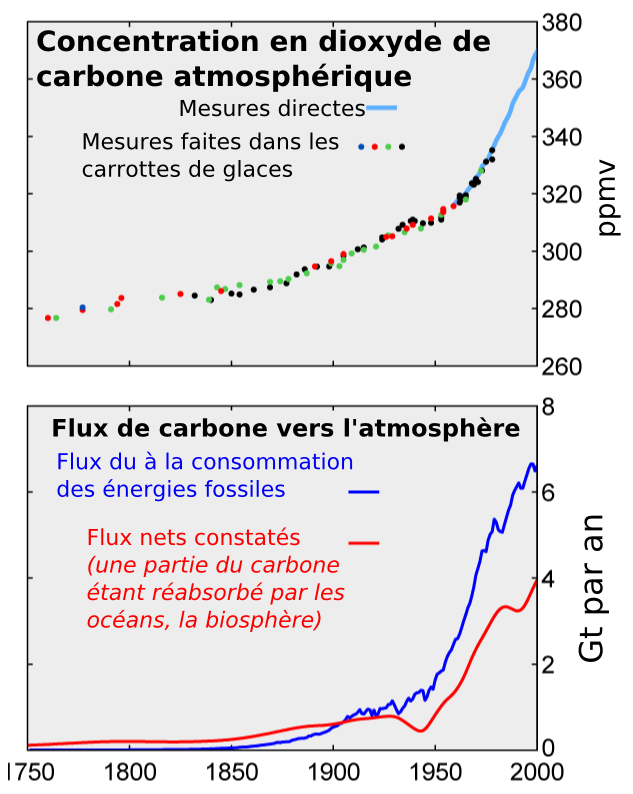
Évolution de la concentration en dioxyde de carbone atmosphérique et du flux de carbone vers l'atmosphère.

La concentration en CO2 dans l'atmosphère est exprimée en parties par million en volume, notées « ppmv » ou « ppm ». Après être restée globalement stable à 280 ppm au cours des derniers 10 000 ans jusqu'au début de la révolution industrielle, elle a ensuite augmenté à un rythme qui s'accélère. Elle était d'environ 300 ppm en 1960.
L'augmentation annuelle de la concentration du CO2 a varié entre +0,4 et +2,9 ppm/an entre 1960 et 2013. La moyenne des augmentations (calculée sur dix années consécutives) est passée de +1,1 ppm/an dans les années 1960 à +2,0 ppm/an dans les années 2000.
Les 400 ppm de moyenne mensuelle mondiale ont été franchis en mars 2015. Le taux de croissance actuel du CO2 est 100 à 200 fois plus grand que lors de la transition suivant la dernière période glaciaire.
En 2017, année où les émissions mondiales de CO2 sont reparties à la hausse de 2 % après trois années de stagnation, la concentration moyenne de dioxyde de carbone dans l’atmosphère atteint un nouveau sommet à 405 ppm, soit 2,2 ppm de plus qu’en 2016. Le 26 avril 2017, le taux record de 412,63 ppm de CO2 est enregistré à l'Earth System Research Laboratory (ESRL). En novembre 2020, la concentration de CO2 dans l'atmosphère terrestre atteint 413 ppm. Elle est de 416 ppm l'année suivante.

### Évolution du budget carbone
La notion de budget carbone désigne la quantité maximale d’émissions de gaz à effet de serre, notamment de CO2, que l'humanité peut émettre si elle veut maintenir l'augmentation de la température moyenne mondiale en deçà d'un certain seuil. Les simulations du Groupe d'experts intergouvernemental sur l'évolution du climat indiquent que pour limiter à 2 °C l’augmentation moyenne des températures par rapport à l’ère préindustrielle avec une probabilité de 66 %, les émissions cumulées depuis 1870 ne devraient pas dépasser 2 900 Gt d'équivalent CO2. Or, les émissions anthropogéniques cumulées entre 1870 et 2016 atteignent déjà 2 090 Gt. Si les émissions continuent au même rythme, le budget carbone sera donc consommé d’ici une vingtaine d’années.

## Toxicologie, écotoxicologie
Le dioxyde de carbone (CO2) est naturellement présent dans l'atmosphère terrestre et non toxique pour les organismes vivants dans des conditions usuelles. En revanche, les émissions de CO2 s'accompagnent généralement d'émissions de suies, de fumées, d'éléments-traces métalliques et d'autres polluants ayant des effets sur la plupart des organismes vivants. Les organismes vivants sont toutefois sensibles à des variations de la concentration en CO2 dans l'atmosphère.
- Chez l'animal à sang chaud : le CO2, à la différence du monoxyde de carbone, n'est pas un toxique à faible dose, mais il tue par asphyxie à partir d'un certain seuil et d'une certaine durée d'exposition. Ses propriétés chimiques le rendent capable de rapidement traverser de nombreux types de membranes biologiques (il est environ 20 fois plus soluble dans les liquides biologiques de l’organisme humain que l’oxygène). C'est pourquoi il produit de rapides effets sur le système nerveux central. L'accumulation de poche de CO2 dans des creux, par exemple lors d'émissions brutales de gaz d'origine géologique piégé sous les sédiments de fonds de lacs méromictiques, peut causer la mort par asphyxie d'animaux et de centaines d'humains dans les vallées périphériques, comme au lac Nyos en 1986[28].
- Chez l'humain, le CO2 n'est toxique qu'à des concentrations élevées[29],[30],[31].
- Dans le règne végétal : à faible dose[Combien ?], le CO2 favorise la croissance, mais des expériences en serre et dans un environnement naturel enrichi en CO2 ont montré que ceci n'était valable que jusqu'à un certain seuil, au-delà duquel la croissance restait stable ou au contraire diminuait. Ce seuil varie selon les espèces végétales considérées. On ignore de même si cet effet est durable. Après quelques années, des phénomènes d'acidification environnementale pourraient éventuellement agir en sens inverse[réf. nécessaire]. Par ailleurs, le gaz carbonique est la source essentielle du carbone « minéral » transformé en carbone « organique » par la photosynthèse, sans laquelle la vie n'est pas possible sur la Terre.
- La hausse des températures due au réchauffement climatique va diminuer la capacité des plantes à fixer le carbone en C3[réf. nécessaire].

### Effet de serre et sources anthropiques
Le dioxyde de carbone CO2 est l'un des gaz contribuant à l'effet de serre, avec le méthane CH4 et le protoxyde d'azote N2O. Il est le deuxième gaz à effet de serre le plus important dans l'atmosphère, après la vapeur d'eau, les deux contribuant respectivement à hauteur de 26 % et 60 % à l'effet de serre.
En 2014, la part du CO2 dans les émissions de gaz à effet de serre d'origine anthropique (c'est-à-dire issues des activités humaines ; du grec anthropos, « homme ») de l'Union européenne était de 80,6 % (méthane : 10,7 %, protoxyde d'azote : 5,9 %, hydrofluorocarbones : 2,6 %).
L'Agence internationale de l'énergie évalue la part du secteur de l'énergie (de sa production à sa consommation) à 74 % de l'ensemble des émissions de gaz à effet de serre d'origine anthropique en 2015 (contre 70 % en 1990) ; sur ces émissions dues à l'énergie, la part du CO2 était en 2010 de 90 %, celle du méthane de 9 % et celle du protoxyde d'azote de 1 %.

### Conséquences sur le milieu marin
L'ensemble des océans absorberait un tiers des émissions humaines de CO2, soit environ 9 milliards de tonnes de CO2 en 2004, et, un total de 120 milliards de tonnes de CO2 issues de la combustion des carburants fossiles depuis le début de l'ère industrielle.
L'apport massif de CO2 dans les océans les rend plus acides (diminution du pH des eaux). Ceci a pour effet de rendre la formation du carbonate de calcium plus difficile, ce qui affecte l'écosystème marin car le carbonate de calcium est l'un des composants essentiels utilisé par les crustacés et les mollusques pour fabriquer leur exosquelette calcaire. Cette diminution pourrait selon divers spécialistes varier de 5 à 50 % d'ici la fin du XXIe siècle[réf. nécessaire].
Le pH moyen est passé de 8,2 il y a 250 ans à 8,1 au début du XXIe siècle, soit une augmentation de l’acidité (ions H+) d’environ 30 %. De plus, le rapport de 2014 du GIEC, puis celui de l'Organisation météorologique mondiale (OMM) ne décèlent pas d'amélioration dans les tendances en ce qui concerne la concentration croissante du CO2 émis dans l'air, et « le scénario retenu par la plupart des scientifiques conduit à une diminution du pH, d'ici la fin du siècle, de 0,3. Si a priori ce chiffre semble faible, il ne faut pas oublier qu'il s'agit d'une grandeur logarithmique, soit une acidité multipliée par deux. »
L'acidification des mers a un effet immédiat sur diverses espèces. Pour les coraux, c'est le blanchissement lié à une diminution de la calcification, dans l'océan Atlantique Nord, c'est l'explosion des coccolithophores sous l'effet de la lumière au printemps, du fait d'un taux plus élevée en CO2. Plus grave, l'acidification a un effet plus important en eaux froides que dans les mers chaudes ; dans la situation la plus pessimiste, d'ici la fin du siècle, la calcification pourrait devenir impossible dans l'océan Austral et sur les côtes de l'Antarctique, rendant impossible la fabrication de l'aragonite, une forme de calcaire que l'on trouve dans la coquille des ptéropodes, or ceux-ci constituent la base de l'alimentation du zooplancton, lui-même base de l'alimentation de nombreux poissons et mammifères marins.
Un chercheur notait en janvier 2009 que, concernant les conséquences de l’augmentation du CO2 sur des océans, « nous savons peu de choses ; nous avons un retard considérable en matière de recherches sur ce sujet. »

## Émissions par pays
| Chine               | 10 550 | 30,7 % | 7,13*  |
| États-Unis          | 4 826  | 14,0 % | 13,56  |
| Union européenne    | 2 725  | 7,9 %  | 6,15   |
| Inde                | 2 596  | 7,6 %  | 1,50*  |
| Russie              | 1 457  | 4,2 %  | 10,77* |
| Japon               | 1 066  | 3,1 %  | 8,02   |
| Indonésie           | 692    | 2,0 %  | 1,95*  |
| Iran                | 667    | 1,9 %  | 6,76*  |
| Allemagne           | 635    | 1,8 %  | 7,48   |
| Arabie saoudite     | 612    | 1,8 %  | 13,89* |
| Corée du Sud        | 592    | 1,7 %  | 11,20  |
| Canada              | 520    | 1,5 %  | 13,83  |
| Mexique             | 506    | 1,5 %  | 3,11   |
| Brésil              | 443    | 1,3 %  | 2,05   |
| Afrique du Sud      | 420    | 1,2 %  | 6,54*  |
| Turquie             | 410    | 1,2 %  | 4,65   |
| Australie           | 376    | 1,1 %  | 14,71  |
| Royaume-Uni         | 345    | 1,0 %  | 4,94   |
| Italie              | 318    | 0,9 %  | 5,02   |
| Pologne             | 296    | 0,9 %  | 7,72   |
| Émirats arabes unis | 292    | 0,9 %  | 18,28  |
| Thaïlande           | 275    | 0,8 %  | 3,48   |
| Malaisie            | 273    | 0,8 %  | 7,08   |
| Taïwan              | 272    | 0,8 %  | 10,71  |
| Vietnam             | 270    | 0,8 %  | 3,02   |
| France              | 270    | 0,8 %  | 4,21   |
| Monde               | 34 374 | 100 %  | 4,08*  |
| * en 2020           |        |        |        |

Les émissions de CO2 sont souvent liées à d'autres facteurs. La comptabilité des émissions dues à la consommation suit une méthodologie établie à l'aide de tableaux entrées-sorties. Ceux-ci tiennent compte de l'interconnexion entre les secteurs de production et permettent un traçage de la production et de la consommation, au moyen de modèles multirégionaux d'entrée-sortie (MRIO).
Les modèles MRIO permettent de suivre un produit tout au long de son cycle de production, de quantifier les contributions à sa valeur provenant de différents secteurs économiques dans divers pays représentés dans le modèle. Ils offrent donc une description des chaînes d'approvisionnement mondiales des produits consommés. En supposant que des données régionales et spécifiques à l'industrie pour les émissions de CO2 par unité de production sont disponibles, la quantité totale d'émissions pour le produit peut être calculée, et donc la quantité d'émissions dont le consommateur final est responsable.
Un consommateur final français émet par exemple en moyenne 11,9 tonnes d'équivalent CO2 par an en 2023[source insuffisante], soit presque trois fois les 4,21 tonnes liées à l'énergie ; la majeure partie des autres émissions sont dites déportées (biens consommés en France mais dont la fabrication et le transport ont causé l'émission de CO2 ailleurs).
Si l'on ne tient pas compte des émissions associées aux exportations de biens manufacturés, en 2021, ce n’est pas la Chine est émet le plus de CO2 par habitant, mais le Qatar (40 t de CO2 par an et par habitant), puis Bahreïn (26 t), Brunei (25 t), les Émirats arabes unis (25 t), le Koweït (24 t), etc. Les émissions territoriales de la Chine s'élèvent 8 t de CO2 par an et par habitant, celles des États-Unis à 15 t. La France est en 72e position (4,8 t). Si l'on considère les émissions liées à la consommation, la France a émis 8,9 t de CO2 par habitant en 2022 selon le Haut Conseil pour le climat.

### États-Unis
Les États-Unis ont émis 14,61 tonnes de CO2 par habitant en 2017, soit 3,3 fois la moyenne mondiale (4,37 tonnes) ; leurs émissions liées à l'énergie (4 761 Mt en 2017) les classaient au 2e rang mondial derrière la Chine (9 258 Mt mais seulement 6,68 tonnes par habitant), avec 14,5 % des émissions mondiales pour 4,3 % de la population mondiale.
Plusieurs facteurs expliquent l'importance des rejets de CO2 des États-Unis :
- 3e pays du monde par la superficie, les États-Unis sont grands comme le continent européen. Cela entraîne une consommation d'énergie importante par les transports. Les transports quotidiens de passager se fondent sur l'automobile ; le train est réservé aux marchandises. L'étalement urbain (« suburbia ») entraîne également une surconsommation de carburant ;
- le pays est très peuplé (le 3e du monde derrière la Chine et l'Inde) et dispose d'un haut niveau de vie ;
- des climats difficiles : en hiver, le nord-est connait une baisse importante des températures ; en été, c'est la canicule qui touche cette région. Les déserts de l'ouest sont relativement peuplés (agglomérations de Phoenix, Las Vegas...). Les Américains utilisent la climatisation qui accroît la dépense d'énergie. Que l'hiver soit moins rigoureux, et la production de gaz à effet de serre diminue comme on a pu le constater pour l'hiver 2006 : selon l'Agence d'information sur l'énergie, les rejets de CO2 américains ont chuté de 1,3 % en 2006[47] ;
- la première puissance économique du monde : le pays produit près d'un quart de toutes les richesses de la planète ;
- le choix de favoriser son secteur pétrolier et automobile : taxes faibles ou nulles sur les carburants, pas de contrainte ou d'incitation à développer des véhicules économiques pour les constructeurs, aucun programme de lien fixe entre grandes métropoles de type TGV.

### Chine

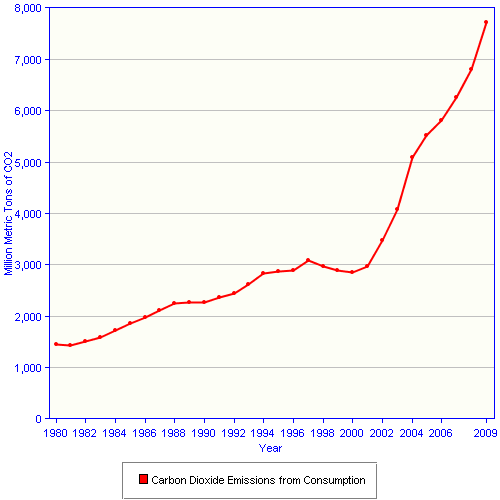
Émissions de en Chine en millions de tonnes, de 1980 à 2009.

Le développement industriel et urbain fulgurant de la Chine a provoqué une forte augmentation de ses émissions de CO2 liées à l'énergie, qui ont dépassé en 2006 celles des États-Unis : 5 960 Mt contre 5 602 Mt ; en 2017, la Chine a émis 9 258 Mt de CO2 contre 4 761 Mt aux États-Unis ; mais les émissions par habitant sont de 6,68 tonnes en Chine contre 14,61 tonnes aux États-Unis.
Ces fortes émissions s'expliquent par sa population : environ 1 350 millions d'habitants, soit quatre fois plus que les États-Unis, ainsi que par sa position fortement exportatrice : elle est devenue le premier exportateur mondial en 2010. La Chine est parfois considérée comme « l'usine du monde ». Son niveau de vie s'améliore et sa croissance économique s'effectue à une vitesse supérieure à celle des États-Unis et des autres pays du monde.
En 2014, les émissions chinoises de CO2 ont enregistré une petite baisse, pour la première fois depuis 2001. Cette baisse était due au ralentissement de la croissance économique, à celui, encore plus net, de la consommation d'énergie (+3,8 % seulement), et surtout au recul de la consommation de charbon : −2,9 % ; la part du charbon dans la consommation d'énergie est passée de 66 % en 2013 à 64,2 % en 2014, grâce à une politique volontariste de fermeture des sites de production les plus polluants et de développement des énergies non fossiles, dont la part est passée de 9,8 % à 11 %. En 2014, la Chine a investi 89,5 milliards de dollars dans les énergies renouvelables, soit, selon Bloomberg News, presque un tiers de tous les investissements mondiaux dans le secteur.

### Allemagne
L'Allemagne a émis 8,7 tonnes de CO2 par habitant en 2017 contre 4,56 tonnes en France ; ses émissions liées à l'énergie (718,8 Mt en 2017) la classaient au 6e rang mondial, avec 2,2 % des émissions mondiales pour 1,1 % de la population mondiale.
En 2017, ses émissions de CO2 totales étaient de 906 Mt eq.CO2, au même niveau qu'en 2009, contre 902 Mt eq.CO2 en 2015 ; les émissions du seul secteur électrique étaient de 306 Mt eq.CO2, soit 3,76 t/habitant ; en 2017, elles sont descendues à 292 Mt eq.CO2.
Malgré la baisse de la part du nucléaire, énergie bas carbone, dans la production électrique (de 22,2 % en 2010 à 11,6 % en 2017), l'augmentation de la part des énergies renouvelables (éolien principalement) a permis de limiter l'impact sur les émissions de CO2.
« L’électricité allemande reste toutefois très dépendante des combustibles fossiles (lignite, charbon, gaz et fioul) qui produisent plus de la moitié de l’électricité. » ; ainsi en 2017, la production d’électricité a émis près de dix fois plus de CO2/kWh en Allemagne qu'en France (environ 490 gCO2/kWh en Allemagne contre 53 gCO2/kWh en France).
En juin 2008, l'Allemagne adopte le second volet de son plan climat, un vaste programme visant à réduire de 40 % ses émissions de CO2 en 2020 par rapport à celles de 1990. Cette série de mesures, essentiellement axées sur l'économie d'énergie, fait suite à une première série en faveur des énergies renouvelables. Parmi les mesures décidées :
- augmentation de la taxe autoroutière poids lourds de 10 à 14 centimes d'euro par kilomètre, mais jusqu'à 28 centimes pour les plus polluants ;
- extension du réseau de distribution de l'énergie électrique d'origine éolienne produite sur le bord de la mer du Nord et Baltique ;
- modification des normes de construction des nouvelles constructions dans le but de baisser leur consommation d'énergie ;
- encouragement de la mise en place de compteurs de courant dits « intelligents » pour permettre de mieux évaluer la consommation énergétique privée[réf. souhaitée].

### Afrique du Sud
Les émissions de CO2 de l'Afrique du Sud étaient en 2017 de 421,7 Mt de CO2, soit 7,43 t de CO2 par habitant, supérieures de 70 % à la moyenne mondiale : 4,37 Mt/hab, et près de huit fois supérieures à la moyenne africaine : 0,94 Mt/hab. Ceci découle directement de la prépondérance du charbon dans le bilan énergétique sud-africain ainsi que de la consommation d'énergie par habitant élevée du pays, due à celle de l'industrie.

## Émissions par catégorie de revenus
Le Rapport sur les inégalités mondiales, publié le 7 décembre 2021 par le World Inequality Lab de l'École d'économie de Paris, estime que les 10 % des plus gros émetteurs sont responsables de 48 % des émissions de CO2, tandis que les 50 % qui émettent le moins n'en émettent que 12 %. En Europe, la moitié la plus pauvre de la population émet environ cinq tonnes de CO2 par an et par personne. En Asie de l'Est, les 50 % les moins aisés émettent chacun en moyenne 3,1 tonnes de gaz carbonique chaque année. Les 10 % les plus riches d'Europe produisent 29 tonnes de CO2 chaque année, en tenant compte des importations. En Asie de l'Est, les plus aisés en produisent même 39 tonnes par an. En Amérique du Nord, les 10 % les plus aisés émettent 73 tonnes de CO2 par an, et les Nord-Américains produisent trois fois plus de dioxyde de carbone que la moyenne des êtres humains. Les Nord-Américains les plus pauvres polluent plus que les 10 % les plus riches d'Afrique sub-saharienne. Les auteurs du rapport préconisent que l'on taxe les plus aisés et que l'on indemnise les plus fragiles et les perdants d'une taxe carbone,.

## Politiques de maîtrise et contrôle des émissions
Elles passent par la sensibilisation, l'éducation et la formation, avec l'objectif d'un comportement plus sobre et rationnel de tous et chacun.
L'écoéligibilité et les subventions, l'obligation ou les systèmes volontaires de mesures compensatoires, restauratrices ou mesures conservatoires, éventuellement fondées sur des systèmes écotaxes sont les outils les plus utilisés des années 1990 à 2005. Les approches varient : donation, compensation carbone volontaire, soutien à la consommation et aux comportements durables, allocation de crédits carbone (système de quotas).
Les quotas et le marché des droits d'émission sont plus récents. Ils s'inspirent des mécanismes « classiques » de l'économie et du marché. Des programmes de cartes individuelles sont à l'étude ou testés localement, consistant à mesurer l’impact environnemental des individus, pour les inciter à l’atténuer ou à le réduire totalement (en termes de bilan global) via des mesures compensatoires. Ces cartes visent généralement à comptabiliser les émissions personnelles, pour inciter l'individu, par des outils financiers (récompense, bonus, malus) à hauteur de la part des émissions de gaz à effet de serre dans l'empreinte écologique individuelle. En 2009 plusieurs dizaines de cartes de crédit permettent un suivi plus détaillé des émissions, avec donations volontaires compensatoires à des ONG.

### Surveillance des émissions
Plusieurs pays (notamment les États-Unis) surveillent le taux réel de CO2 de leur atmosphère, tout en sachant qu'il n'exprime pas la contribution du pays, mais celle de toute la planète et des activités humaines. Ces mesures sont rares en Europe. Le taux de CO2, comme celui du dioxygène, ne sont pas mesurés par les réseaux d'alerte et de mesure, dont les capteurs sont par ailleurs généralement placés en hauteur pour échapper au vandalisme. En France, la loi sur l’air de 1996 n'a pas prévu la surveillance des niveaux de dioxyde de carbone. Quelques mesures ponctuelles sont faites (Paris, Bordeaux et Arcachon où des pics importants de pollution par le CO2 ont été mesurés en 2004). En 2008, 89 millions de tonnes de CO2 étaient produites à Paris, 62 millions à Bordeaux et 65 millions à Arcachon[réf. nécessaire].

#### Réseau européen de suivi des sources et puits de gaz à effet de serre

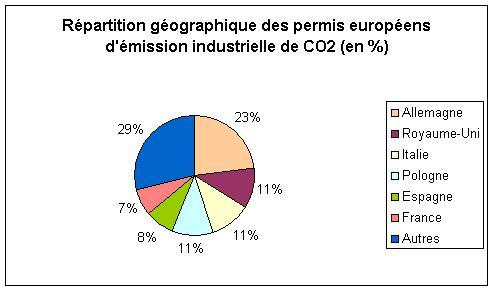
Répartition des permis d'émissions européens en 2005.

Le réseau Integrated Carbon Observing System (ICOS) est en préparation en 2011, avec le soutien de la Commission européenne. Il associe déjà quatre observatoires de l'atmosphère qui ont entamé une campagne de mesures visant à démontrer la faisabilité d'un observatoire européen. Ce réseau est soutenu en France par le CEA, le CNRS, l'université de Versailles – Saint-Quentin-en-Yvelines et l'ANDRA. Il sera aussi « une infrastructure de recherche en environnement dédiée à l'observation à haute résolution des échanges de carbone (dioxyde de carbone, méthane et autres gaz à effet de serre) entre la surface terrestre, la surface des océans et l'atmosphère. Il rassemblera plus de 40 laboratoires de recherche de premier plan dans une vingtaine de pays ». Il devrait d'une part suivre les variations de composition atmosphérique (via un Centre thématique atmosphérique) et d'autre part suivre les écosystèmes, via un autre centre thématique En France, le pilotage de la définition et de la construction du dispositif est assuré par le Laboratoire des sciences du climat et de l'environnement (LSCE, CEA/CNRS/UVSQ). Une station atmosphérique de référence a été élaborée et installé (à Houdelaincourt par ce laboratoire, avec le CEA-Irfu (Institut de Recherche sur les lois Fondamentales de l'Univers du CEA) dans l'Est de la France. Cette station de référence est intégrée à l'Observatoire Pérenne de l'Environnement de l'ANDRA.

### Protocole de Kyoto
En 1999, le protocole de Kyoto, aujourd'hui signé par une majorité de pays, a établi un calendrier de réduction des émissions de ce gaz.
Depuis le 24 juin 2005, la France s'est, à la suite d'autres pays, dotée d'une place d'échanges de permis d'émission de gaz à effet de serre.

### Émissions deCO2dues au transport
Les émissions mondiales de CO2 du secteur du transport ont atteint 7 098 Mt en 2020, soit 22,4 % du total des émissions de CO2 causées par la consommation de combustibles fossiles ; le transport routier à lui seul a émis 5 475 Mt, soit 17,3 % du total.
La combustion d'un litre d'essence génère 2,3 kg de CO2 et celle d'un litre de gazole libère 2,6 kg de CO2.

#### Europe
Dans les 27 pays de l’Union européenne, les émissions de CO2 du secteur transport ont atteint 828 Mt en 2018, contre 673 Mt en 1990 (+23 %), soit 22 % des émissions totales.
Les règles mises en place par l’Union européenne portent sur les producteurs de véhicules, et non sur les utilisateurs : il n’y a pas, à l’échelle européenne, de taxe carbone sur les émissions liées au transport de marchandises ou de passager, ni d’incitation fiscale à l’achat de véhicules faiblement émetteurs. L’industrie automobile n’a pas été intégrée au marché européen du carbone, mais est soumise à des normes spécifiques. Celles-ci sont de deux types.
- Une obligation d’information à l’intention des consommateurs. Depuis 2001, une « directive sur l’étiquetage des voitures » oblige les constructeurs à fournir des informations sur la consommation de carburant et les émissions de CO2 par kilomètre[62]. La grande latitude accordée aux États membres pour la mise en place des étiquettes a cependant abouti à des règles différentes d’un pays à l’autre[63].
- Des normes d’émission de CO2 sur les véhicules vendus. La Commission européenne fixe à l’industrie automobile un objectif d’émission moyenne de CO2 par kilomètre et par véhicule. Celui-ci est ajusté aux spécificités de chaque constructeur (en particulier, au poids de ses véhicules), et la moyenne est calculée sur l’ensemble de ses modèles vendus, ce qui lui permet de compenser la vente de véhicules fortement émetteurs par la vente de véhicules faiblement émetteurs, les véhicules à très faibles émissions (électriques notamment) accordant par ailleurs un bonus dans le calcul[64]. Les constructeurs qui excédent leur objectif spécifique doivent s’acquitter d’une amende sur les émissions excédentaires, d’un montant de 95 euros par g/km de dépassement pour chaque véhicule neuf vendu. Un constructeur ayant dépassé son objectif peut éviter ou limiter l’amende en se groupant avec d’autres constructeurs restés en deçà des leurs : les marges de ceux-ci sont rachetés par celui-là et déduits de son bilan[65]. Applicable aux voitures particulières et aux utilitaires légers depuis 2015, cette réglementation fixe aux constructeurs des objectifs plus exigeants depuis 2020, et s’étendra aux véhicules lourds à partir de 2025[66].

#### France
En France, l'État a mis en place plusieurs mesures afin de pousser l'achat de véhicules moins polluants. Dès 1998, la formule de calcul de la puissance fiscale d'un véhicule a été modifiée afin de prendre en compte les émissions de CO2. Le projet de loi de Finances pour 2018 ayant pour objet : « Mission Écologie, développement et mobilité durable » portant notamment sur les « Aides à l'acquisition de véhicules propres » et au « Financement des aides aux collectivités pour l'électrification rurales », définit une surtaxe CO2 sur les véhicules d'occasion et un bonus-malus écologique à l'achat de véhicules neufs sont en place.
France Stratégie propose en juin 2019 de suivre le modèle norvégien dans le calcul du bonus-malus écologique, en l'indexant non seulement sur les émissions de CO2, mais aussi sur le poids des voitures. Cette incitation contribuerait à dissuader de l'achat de voitures toujours plus lourdes, quand bien même elles seraient électriques. L'organisme suggère également d'encourager les mobilités dites décarbonées (transports en commun, vélo, etc.).

##### Surtaxe pour les véhicules à forte émission deCO2
Cette taxe s'applique à tous les véhicules particuliers (VP) mis en circulation depuis le 1er juin 2004. Début 2008, l'éco-pastille se substitue à la taxe CO2 à l’immatriculation (qui reste toutefois en vigueur pour les véhicules d’occasion).
Pour les voitures particulières faisant l’objet d’une réception communautaire, le propriétaire du véhicule doit s’acquitter d’une majoration de deux euros par gramme de CO2 rejeté si son véhicule émet entre 200 et 250 g de CO2 par kilomètre et de quatre euros par gramme au-delà.

##### Bonus-malus écologiqueCO2
Le bonus-malus écologique en place fin 2007 vise à encourager l’achat de véhicules émettant moins de CO2. La mesure se fonde sur l'étiquette-énergie classifiant les véhicules suivant leurs émissions de CO2 par kilomètre. Les voitures consommant le moins, étiquetées A et B (moins de 130 g/km) bénéficiaient d'un bonus. Les voitures étiquetées C (131 à 160 g/km) étaient neutres (ni bonus, ni malus). Ainsi, à partir du 1er janvier 2008, l'achat d'une voiture neuve gourmande en carburant entraînait une taxe de 200 à 2 600 € selon le niveau de CO2 émis. À l'inverse, les acheteurs de voitures peu polluantes bénéficiaient d'un bonus allant de 200 à 1 000 € qui pouvait être cumulé avec une « prime à la casse »[Quand ?].
Les seuils choisis ont ensuite été relevés régulièrement, ainsi en  2015 le bonus est recevable jusqu'à 60 g/km et le malus arrive à partir de 130 g/km.

##### Étiquette-énergie
La France s'est dotée début mai 2006 du système de l'étiquette-énergie pour classer les véhicules neufs à la vente selon leurs émissions de CO2. L’objectif est d’orienter prioritairement les consommateurs vers les véhicules les moins polluants et de supprimer progressivement, faute de demande, les véhicules les plus émetteurs. Cette mesure est donc complémentaire à la taxe sur les émissions de CO2.

##### Grenelle de l'environnement
Initié en France, le Grenelle de l'environnement, a comme premier objectif que « tous les grands projets publics [soient] arbitrés en intégrant leur coût pour le climat, leur « coût en carbone » » afin de mieux prendre en compte la lutte contre le réchauffement climatique dans les décisions d'investissements et d'adresser un signal à moyen terme à l'ensemble des acteurs publics ou privés dans leur stratégie d'urbanisme, d'aménagement du territoire, de transport et d'énergie.
Le Centre d'analyse stratégique a été chargé de calculer « la valeur tutélaire du carbone ». En 2001, l'économiste Marcel Boiteux avait fixé à 27 € le prix de la tonne de CO2 et le voyait évoluer au même rythme que l'inflation, soit 58 € à l'horizon 2030. En 2008, les modèles de calcul s'étant affinés et les objectifs de réductions s'étant durcis, la valeur d'une tonne de CO2 a été estimée à 32 € pour 2010, 56 € pour 2020, 100 € pour 2030 et 200 € pour 2050.

### Émissions deCO2dues au chauffage
En Europe, la politique environnementale a conduit à une législation, qui impose l'installation de répartiteur de frais de chauffage pour inciter les résidents à moins chauffer.